# 1997 CV29
1997 CV29, também escrito como 1997 CV29, é um objeto transnetuniano (TNO) que está localizado no cinturão de Kuiper, uma região do Sistema Solar. Ele é classificado como um cubewano. Ele possui uma magnitude absoluta (H) de 7,3 e, tem um diâmetro estimado com cerca de 153 km, por isso é pouco provável que possa ser classificado como um planeta anão, devido ao seu tamanho relativamente pequeno.

## Descoberta
1997 CV29 foi descoberto no dia 06 de fevereiro de 1997 pelos astrônomos J. Chen, C. A. Trujillo, D. C. Jewitt e J. X. Luu.

## Órbita
A órbita de 1997 CV29 tem uma excentricidade de 0.051 e possui um semieixo maior de 42.366 UA. O seu periélio leva o mesmo a uma distância de 40.221 UA em relação ao Sol e seu afélio a 44.511.